# Trzy wężowe listki
Trzy wężowe listki (Die drei Schlangenblätter) – baśń ludowa spisana przez braci Grimm i opublikowana w 1819 roku w drugim wydaniu ich zbioru Baśni (tom 1, nr 16).

## Treść[1]
Pewien młodzieniec, postanowił opuścić rodzinny dom, by nie być ciężarem dla ubogiego ojca. Zaciągnął się do królewskiej armii i odznaczył się w bitwie, przyczyniając się do zwycięstwa wojsk króla. Wdzięczny król obsypał go bogactwami i obdarzył wysokim stanowiskiem w państwie. Kiedy młodzieniec zakochał się w córce władcy, król zgodził się na małżeństwo. Jednak królewna kazała mu przed ślubem przysiąc, że jeśli ona umrze przed nim - on da się pogrzebać wraz z nią. Zakochany młodzieniec złożył żądaną przysięgę, po czym odbył się ślub. 
Jakiś czas później królewna zachorowała i umarła. Jej ojciec, wypełniając wolę córki, kazał zamknąć zięcia w grobie wraz z jej zwłokami. Młodzieniec siedząc w grobie, spostrzegł pełznącego po podłodze węża. Dobył miecza i porąbał gada na kawałki. Jakiś czas później do martwego gada podpełznął drugi wąż. Poskładał martwe szczątki zabitego węża w jedną całość i położył na nich przyniesione w pyszczku trzy zielone listki. Wtedy części węża się zrosły i martwy gad ożył. Oba węże odpełzły w ciemny kąt. 
Młodzieniec, który to obserwował, podniósł leżące na podłodze zielone listki, porzucone przez węże. Następnie położył je na zwłokach królewny, która natychmiast ożyła, podobnie jak wcześniej martwy wąż. Młodzieniec opowiedział żonie co zaszło i w jaki sposób ją wskrzesił, po czym oboje zaalarmowali strażników pilnujących grobowca, ci zaś zawiadomili króla. Ojciec królewny był szczęśliwy, że odzyskał córkę całą i zdrową. Kazał natychmiast uwolnić ich z grobowca. Poradził młodzieńcowi, by schował wężowe listki, gdyż mogą się jeszcze przydać.
Od czasu swojego zmartwychwstania, królewna jednak się zmieniła. Nie kochała już młodzieńca tak bardzo jak wcześniej. Kiedy pewnego dnia oboje udali się w podróż statkiem w odwiedziny do ojca młodzieńca, królewna wdała się w romans z kapitanem statku. Namówiła kochanka do zabójstwa męża, obiecując, że wyjdzie za niego i uczyni go następcą tronu. Kapitan przystał na to. 
Kiedy młodzieniec mocno spał, królewna i kapitan, wyrzucili go za burtę statku. Zaplanowali powiedzieć królowi, że młodzieniec zmarł w podróży. Na szczęście wierny sługa młodzieńca usłyszał rozmowę i ruszył panu na ratunek. Wypłynął na morze w szalupie, wyciągnął ciało pana z wody i ożywił przy użyciu wężowych listków. Potem obaj popłynęli do króla, wyprzedzając statek wiozący królewnę, i poinformowali króla o niegodziwym postępku jego córki. 
Król był oburzony tym co usłyszał i z początku nie chciał wierzyć. Kiedy jednak córka wróciła z kapitanem i oświadczyła, że jej mąż zmarł w drodze – nie miał już wątpliwości, że jest ona zbrodniarką. 
Wraz z kapitanem umieszczono ją w dziurawej łodzi i puszczono w morze. Wkrótce oboje zginęli w falach.